# Chłopiec z ulicy Guling
Chłopiec z ulicy Guling (mand. 牯嶺街少年殺人事件, Gǔlǐng jiē shàonián shārén shìjiàn, ang. A Brighter Summer Day) – tajwański dramat kryminalny z 1991 roku w reżyserii Edwarda Yanga, zaliczany w poczet nowego kina tajwańskiego. Anglojęzyczny tytuł filmu wywodzi się z tekstu utworu Elvisa Presleya „Are You Lonesome Tonight?”. Film został wybrany jako tajwański kandydat do Oscara za najlepszy film nieanglojęzyczny, ale nie został nominowany.
Akcja filmu rozgrywa się na przełomie lat pięćdziesiątych i sześćdziesiątych XX wieku, skupiając się na Xiao Si’rze (Chang Chen), chłopcu z dobrego domu, który staje się młodocianym przestępcą.

## Tło polityczne
Film, którego akcja toczy się na początku lat 60. w Tajpej, opiera się na prawdziwym incydencie, który reżyser pamięta z czasów szkolnych, kiedy miał 13 lat. Tytuł filmu odnosi się do sprawy 14-letniego syna urzędnika, który z niejasnych powodów zamordował swoją dziewczynę, związaną z nastoletnim przywódcą gangu. Filmowy przywódca gangu i dziewczyna biorą udział w konflikcie między gangami nieletnich z rodzin pochodzenia kontynentalnego i rodzin tajwańskich. Film umieszcza sprawę morderstwa w kontekście ówczesnego środowiska politycznego na Tajwanie.
Jako wzorzec dla Yanga posłużył film Chłopcy z ferajny (1990) w reżyserii Martina Scorsese.

## Odbiór
Film spotkał się z uznaniem krytyków i został nagrodzony kilkoma nagrodami na festiwalach takich, jak Kinema Junpo oraz MFF w Tokio. Zmontowano trzy różne wersje filmu: oryginalną 237-minutową, trzygodzinną i krótszą, 127-minutową.
Chłopiec z ulicy Guling znalazł się na 121. miejscu na liście najbardziej docenionych filmów portalu They Shoot Pictures, Don’t They?. Według agregatora Rotten Tomatoes film otrzymał 20 pozytywnych recenzji, ze średnią oceną 9,40/10.